# بابكان
بابكان هي قرية في مقاطعة خوي، إيران. يقدر عدد سكانها بـ 505 نسمة بحسب إحصاء 2016.